# دیمیتری ماس
دیمیتری ماس (روسی: Димитрий Масс؛ زادهٔ ۱۰ مارس ۱۹۵۴) فیلم‌بردار اهل روسیه است. مادر او هم فیلمبردار و کارگردان مستند بود در سال ۱۹۵۵ به‌عنوان «هنرمند ارجمند جمهوری سوسیالیستی شوروی لتونی» برگزیده شد.
از فیلم‌ها یا برنامه‌های تلویزیونی که وی در آن نقش داشته‌است، می‌توان به ابله اشاره کرد که در سال ۲۰۰۳ برندهٔ جایزه عقاب طلایی بهترین مینی‌سریال شد.